# Jordi Sànchez i Zaragoza
|  | Aquest article tracta sobre l'actor català. Si cerqueu l'expresident de l'ANC, vegeu «Jordi Sànchez i Picanyol». |

Jordi Sànchez i Zaragoza (Barcelona, 13 de maig de 1964) és un actor, autor teatral i guionista català. És especialment conegut pel paper de Lopes de la sèrie Plats bruts i pel paper d'Antonio Recio a la sèrie La que se avecina.

## Biografia
Va començar el teatre amateur al Foment Hortenc, amb Sergi Pompermayer i Rosa Galindo. Ell vivia al barri de Montbau i baixava caminant a Horta on alimentava la seva vocació pel teatre.
Diplomat en Infermeria per la Universitat Autònoma de Barcelona, va deixar la seva primera professió per dedicar-se a la interpretació. El 3 de novembre de 2011 va publicar el llibre de relats autobiogràfics "Humans que m'he trobat".

### Televisió i cinema
Després de llicenciar-se a l'Institut del Teatre de Barcelona va fundar, amb Joel Joan, Elisenda Alonso i Mònica Glaenzel, les companyies teatrals Kràmpack i l'Avern produccions, de les quals va formar part durant deu anys, i amb què va escriure, interpretar i produir, teatre i dues sèries per a la televisió: Plats bruts (1999-2002) i L'un per l'altre (2003). Plats bruts va guanyar el Premi Ondas a la millor sèrie de televisió l'any 2002.
El 2003 va rebre el Premi Max de les arts escèniques com a millor autor per Kràmpack i també el Premi de la Crítica de Barcelona.
Dos dels seus textos es van portar al cinema: Excuses i Kràmpack.
El 2015 va aparèixer a la sèrie catalana de TV3 Cites interpretant a Pinyó.
Actualment interpreta "Antonio Recio" a la sèrie de televisió La que se avecina.

### Teatre
Les seves obres teatrals s'han estrenat, a més de Barcelona i Madrid, a Londres, Nova York, Miami, Xile, Perú, Panamà, Equador, Uruguai, Caracas, Porto, Suècia, Noruega i Dinamarca.
La seva obra de teatre Mitad y mitad va estar sis mesos a la cartellera del Teatro La Latina de Madrid i més de dos anys de gira. També s'ha estrenat a Miami i Nova York i el 2015 es van fer tres noves produccions a Euskadi, Galícia i Polònia.
La seva darrera obra de teatre El eunuco, èxit de crítica i récord de taquilla al Festival de Teatro Clásico de Mérida, va guanyar el Premi Ceres del públic, el Premi Ceres de la joventut i el Premio del Público del Festival de Teatro de San Javier. S'estrenà el gener de 2016 de al Teatro de La Latina de Madrid.
El mes de febrer de 2021 va romandre ingressat per COVID a la UCI de l'Hospital Universitari Fundació Jiménez Díaz, on li van haver d'induir un coma fins que es va recuperar 24 dies després.
Com a actor ha treballat amb els directors: Laura Mañà, David Marquès, Cesc Gay, Toni Salgot, Joaquim Oristrell, Pep Anton Gómez, Joel Joan, Sergi Belbel, Antonio Chevarrias, Josep María Mestres, Ventura Pons i Francesc Bellmunt.

### Publicacions
- Sánchez Zaragoza, Jordi. Kràmpack / Mareig.  Barcelona: Institut del Teatre (Diputació de Barcelona), 1995, p. 183. ISBN 84-7794-411-3.
- Roig Carrera, Òscar; Belbel, Sergi; Roig Gorina, Òscar; Sánchez Zaragoza, Jordi. Sóc lletja.  Edicions 62, 8 juliol 1997, p. 200. ISBN 978-84-297-4305-0.
- Sánchez Zaragoza, Jordi. Fum, Fum, Fum.  Empúries, 3 abril 2001, p. 160. ISBN 9788475968001.
- Sánchez Zaragoza, Jordi; Gómez, Pep Anton. Mamaaaa!!!.  Edicions 62, 2006, p. 79. ISBN 978-84-297-5908-2.
- Sánchez Zaragoza, Jordi. Humans que m'he trobat.  Barcelona: Columna Edicions S.A., 3 novembre 2011, p. 200. ISBN 9788466414159.
- Gómez, Pep Antón; Sánchez Zaragoza, Jordi. Mitad y Mitad (en castellà).  Eride, 1 juny 2013, p. 116. ISBN 9788415510376.
- Sánchez Zaragoza, Jordi. Nadie es normal (en castellà).  Editorial Planeta S.A., 2021, p. 224. ISBN 978-84-08-23908-6.

## Treball

### Teatre
- 2016 El Eunuco
- 2013 Pozo and Tinet
- 2008 Sexes 2.0
- 2003 Sexes
- 2000 Excuses!
- 1998 Kràmpack
- 1998 Soy fea
- 1997 Sóc lletja
- 1996 L'avar
- 1994 El mercader de Venècia
- 1993 Yvonne, Princesa de Borgonya
- 1992 Mareig

### Televisió
- 2022 Machos alfa
- 2022 Entrevías
- 2022 Señor, dame paciencia
- 2019 La caza
- 2015 Cites
- 2010 Divinas
- 2007 - Actualitat La que se avecina
- 2006 Divinos
- 2003 L'un per l'altre
- 1999 - 2002 Plats Bruts
- Capitulars a: 
  - Hospital Central
  - Aquí no hay quien viva
  - Policías
  - Andorra, entre el torb i la Gestapo
  - Laura - Contes de Pere Calders
  - Estació d'enllaç
  - 13 anys i un dia
  - Noches de Misterio
  - Vostè decideix
  - I ara què, Xènia?

### Cinema
- 1993: Mi hermano del alma de Mariano Barroso
- 1993: Monturiol, el senyor del mar de Francesc Bellmunt
- 1995: Susanna d'Antonio Chevarrias
- 1995: El perquè de tot plegat de Ventura Pons
- 1996: El caso para dos d'Antonio Chevarrias
- 1998: Orígens de Raimon Masllorens
- 2002: A la ciutat de Cesc Gay
- 2003: Excuses! de Joel Joan
- 2005: Presumptes implicats d'Enric Folch
- 2006: Myway de Toni Salgot
- 2010: Clara Campoamor, la dona oblidada de Laura Mañá
- 2010: En fuera de juego de David Marqués
- 2012: Love Wars de Vicente Bonet
- 2015: Ara o mai de Maria Ripoll
- 2016: Cuerpo de élite
- 2018: Formentera Lady de Pau Durà

## Reconeixement
- 2001: nominat al Fotogramas de Plata com a actor de Plats Bruts
- 2002: Plats Bruts va rebre el Premi Ondas a la millor sèrie de televisió
- 2003: Premi Max de les arts escèniques com a autor de Kràmpack
- 2003: premi de la crítica de Barcelona